# Cutey Honey '90
Cutey Honey '90 (キューティーハニー) est un manga de Hajime Sorayama publié au Japon aux éditions Futabasha. Il s'agit d'un remake du manga Cutey Honey de Go Nagai.